# Gałatin
Gałatin (bułg. Галатин) – wieś w Bułgarii, w obwodzie Wraca, w gminie Kriwodoł. Według danych szacunkowych Ujednoliconego Systemu Ewidencji Ludności oraz Usług Administracyjnych dla Ludności, 15 września 2023 roku miejscowość liczyła 608 mieszkańców.